# قائمة سفراء السويد لدى السعودية
قائمة سفراء السويد لدى المملكة العربية السعودية. يقيم السفير السويدي في الرياض وهو الممثل الرسمي للحكومة في ستوكهولم لدى حكومة المملكة العربية السعودية. اعتبارًا من يناير 2019، تم اعتماد السفير الحالي أيضًا في مسقط (عمان) وفي صنعاء.

## قائمة النواب
| الاعتماد الدبلوماسي | سفير                | الملاحظات | قائمة رؤساء وزراء السويد | قائمة ملوك السعودية            | نهاية الفترة |
| ------------------- | ------------------- | --- | ------------------------ | ------------------------------ | ------------ |
| 1957                | برينولف يوليوس إنج  | المبعوث المعتمد أيضا في القاهرة | تاج إيرلاندر             | سعود بن عبد العزيز آل سعود     | 1959         |
| 1959                | برينولف يوليوس إنج  | مبعوث | تاج إيرلاندر             | سعود بن عبد العزيز آل سعود     | 1960         |
| 1960                | غوستا برونستروم     | السفير معتمد أيضا في بيروت. | تاج إيرلاندر             | سعود بن عبد العزيز آل سعود     | 1965         |
| 1965                | كلاوس إيفار ولين    | السفير معتمد أيضا في بيروت. | تاج إيرلاندر             | فيصل بن عبد العزيز آل سعود     | 1969         |
| 1967                | فيدار هيلينرز       | قائم بالأعمال | تاج إيرلاندر             | فيصل بن عبد العزيز آل سعود     | 1970         |
| 1969                | أكي جونسون          | السفير معتمد أيضا في صنعاء. | أولوف بالمه              | فيصل بن عبد العزيز آل سعود     | 1974         |
| 1970                | كارل فيلهلم ووهلر   | قائم بالأعمال | أولوف بالمه              | فيصل بن عبد العزيز آل سعود     | 1974         |
| 1974                | بينغت روسيو         | [ 1 ] | أولوف بالمه              | فيصل بن عبد العزيز آل سعود     | 1977         |
| 1977                | كارل غوستاف بيلك    | سفير في جدة بالتزامن في مسقط (عمان) وصنعاء (اليمن). - في عام 1968 كان المستشار الثاني في السفارة في تشاناكابوري (نيودلهي) | ثوربورن فلدين            | خالد بن عبد العزيز آل سعود     | 1980         |
| 1980                | فريدريك بيرغنستروهل | سفير في جدة ومسقط وصنعاء. | ثوربورن فلدين            | خالد بن عبد العزيز آل سعود     | 1984         |
| 1984                | فرانك بلفراج        | 28 فبراير 1986: اغتيال أولوف بالم.. | أولوف بالمه              | فهد بن عبد العزيز آل سعود      | 1987         |
| 1987                | تورستن سفينسون      | القائم بالأعمال ، المجلس التجاري السويدي (STC) في السفارة السويدية بالرياض ، سفين تورستين سفينسون ، (* 22 نوفمبر 1925 في مالمو ؛ † 9 مارس 2012†                                                                                     | إينغفار كارلسون          | فهد بن عبد العزيز آل سعود      | 1991         |
| 1991                | ستين هوهو-كريستنسن  | السفير السويدي لدى المملكة العربية السعودية ، ستين هوهو كريستنسن ، (* * 18 فبراير 1940 في دانديريد) | كارل بيلت                | فهد بن عبد العزيز آل سعود      | 1996         |
| 1997                | لايف جونسون         | | جوران بيرسون             | فهد بن عبد العزيز آل سعود      |              |
| 1997                | ليف                 | [ 6 ] | جوران بيرسون             | فهد بن عبد العزيز آل سعود      | 2003         |
| 2003                | أكي كارلسون         | - في خريف عام 2002 ، قاد كارك كارلسون قسم الترويج التجاري السويدي في سول. - في المملكة العربية السعودية ، كان معدل الوفيات الرسمي بعد الهجوم الإرهابي يوم السبت 29 مايو 2004 22 قتيلا و 25 جريحا. كان رجل سويدي من بين ضحايا الموت. | جوران بيرسون             | فهد بن عبد العزيز آل سعود      | 2006         |
| 2006                | يان ثيسليف          | | فريدريك رينفلت           | عبد الله بن عبد العزيز آل سعود | 2011         |
| 2011                | داغ جوهلين دانفيلت  | [ 8 ] | فريدريك رينفلت           | عبد الله بن عبد العزيز آل سعود | 2016         |
| نوفمبر 18, 2014     | وسام السعودي        | القائم بأعمال رئيس بعثة سفارة الهندy | ستيفان لوفن              | عبد الله بن عبد العزيز آل سعود |              |
| مايو 19, 2016       | جان كنوتسون         | [ 10 ] | ستيفان لوفن              | سلمان بن عبد العزيز آل سعود    |              |